# Millicent Bryant
Millicent Maude Bryant (* 1878; † 3. November 1927, Sydney Harbour, Sydney, New South Wales, Australien) war die erste Pilotin Australiens, die die Befähigkeit zum Steuern von Privatflugzeugen am 28. März 1927 durch eine Prüfung nachwies. Dass Frauen Flugzeuge steuern durften, war im Jahr 1927 in Australien erstmals möglich geworden.
Bryant erhielt die australische Pilotenlizenz mit der Nummer 78.
Die 49-jährige Millicent Bryant, damals wohnhaft in Wellington und verwitwet, kam sieben Monate später ums Leben als das Schiff Tahiti die kleine Fähre Greycliff im Sydney Habour rammte, die in zwei Teile zerbrach und sofort sank.
Beerdigt wurde Millicent Bryant auf dem Manly Cemetery in Manly, eine Vorstadt von Sydney. Bei ihrer Beerdigung überflogen zu ihrer Ehre fünf Flugzeuge diesen Friedhof. Dies war zu dieser Zeit noch nicht üblich. Nach ihrem Tod erwarben innerhalb der nächsten zwei Jahre weitere 18 australische Frauen die Pilotenlizenz.
Im 80sten Todesjahr brachte die australische Pilotinnenorganisation auf der Grabstelle von Bryant eine Plakette mit nachfolgendem Text an:
Australian Womens Pilots Association Commemorates MILLICENT MAUDE BRYANT.
The first woman in Australia to gain an “A” private pilot licence Number A71
in a De Havilland 60 Moth Aircraft On 23rd March 1927.
80th Anniversary 1927-2007